# Piszczałka karpacka

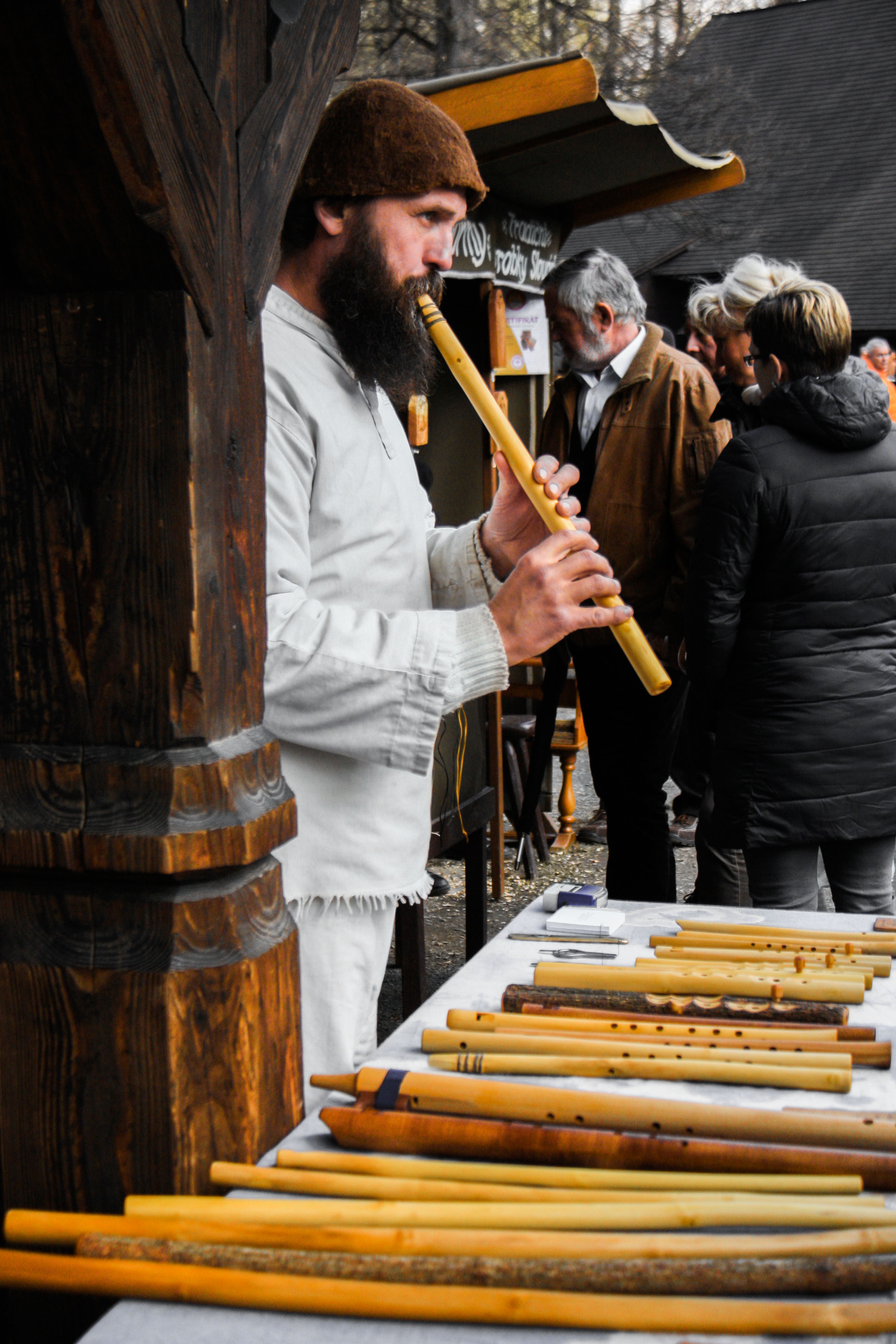
Vít Kašpařík – twórca piszczałek karpackich, sprzedający swoje wyroby w 2017 roku podczas jarmarku wielkanocnego w Valašské muzeum v přírodě – skansen na Morawskiej Wołoszczyźnie znajdujący się w mieście Rožnov pod Radhoštěm.

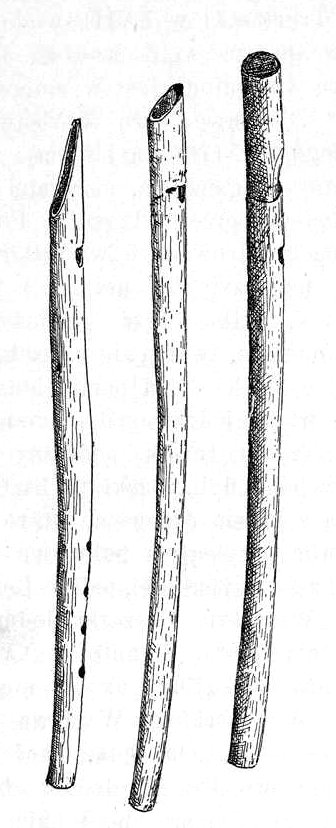
Fujarki (fujary) z warszawskiej wystawy muzycznej w 1888 r.

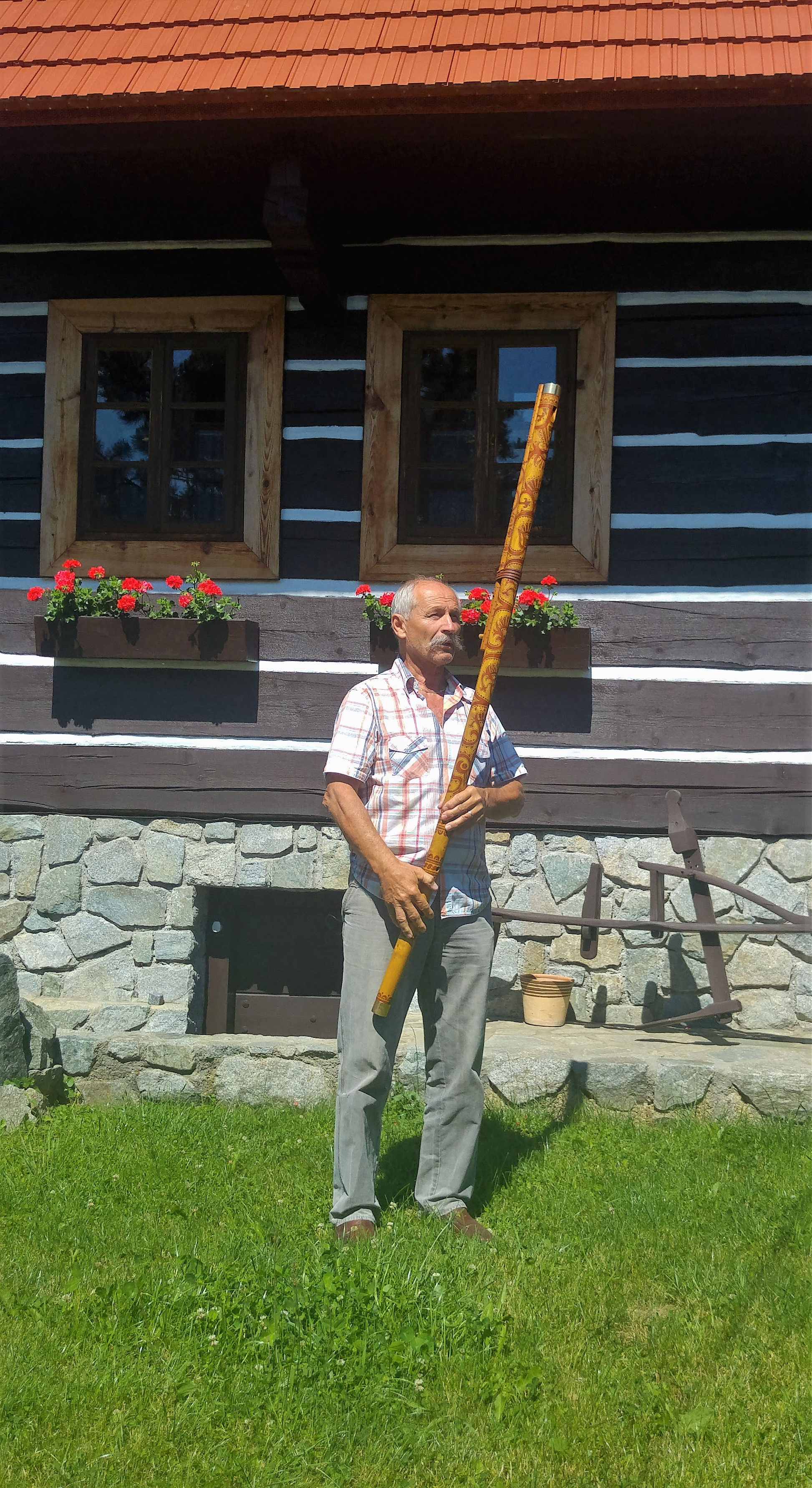
Ľubomír Párička – słowacki twórca fujar, muzyk.

Piszczałka karpacka (zwana również piszczałką pasterską, dudką lub fujarką) – ludowy instrument muzyczny z grupy aerofonów, wykonany najczęściej z jednego kawałka drewna, z którego dźwięk moduluje się siłą zadęcia oraz zatykając lub otwierając wykonane w instrumencie otwory palcem.

## Budowa instrumentu
Główną częścią piszczałki jest ustnik służący do wdmuchiwania powietrza – w celu wydobycia dźwięku. Wielkość instrumentów jest zróżnicowana – od kilkunastocentymetrowych do ok. 60 cm. Stanowią mniejszą wersje fujar (zob. fujara słowacka) – instrumentu o znacznie większych rozmiarach od fujarki. Materiałem na budowę piszczałek jest m.in. jawor, kora wierzbowa, łozina oraz bez czarny. Tego typu instrument wytwarzany jest często z gałęzi czarnego bzu, ponieważ materiał ten umożliwia łatwe wywiercenie otworu centralnego. Następnie instrument jest rzeźbiony i wykańczany olejem lnianym. Tradycyjną metodą tworzenia instrumentów dętych było wypalanie za pomocą prętu czy też drutu. Często są zdobiono motywami roślinnymi lub geometrycznymi. Rozpiętość dźwięków piszczałek jest różna i zależy od ich menzury.

## Rodzaje piszczałek
Możemy wyróżnić piszczałki z otworami bocznymi, podwójne lub bez otworów palcowych. W piszczałce podwójnej wywiercone są dwa równoległe do siebie kanały o identycznej długości i średnicy, a w jednym z nich najczęściej otwory palcowe. Za to w piszczałce bez otworów palcowych wydobywa się tony przez zmianę siły zadęcia oraz zamykanie i otwieranie palcem wylotu piszczałki. Piszczałka bezotworowa wymaga bardzo dobrej techniki gry, gdyż do wydawania dźwięków o różnej wysokości służy jeden palec układany na otworze wylotowym. Ten rodzaj piszczałki można przyrównać do skandynawskiego „fletu z wierzby” (ang. willow flute).

## Występowanie i nazwy regionalne
Piszczałka jest integralną częścią tradycyjnej muzyki Karpat – zarówno w części czeskiej (Morawska Wołoszczyzna), polskiej (Beskid Żywiecki), jak i słowackiej. Najczęściej spotykanym rodzajem piszczałek w polskich obszarach karpackich jest piszczałka (nazwa gwarowa: piscołka, piscàłka) z sześcioma otworami palcowymi. Zarówno na Słowacji, jak i w Czechach określa się je nazwą píšťaly. Ludowa piszczałka (cz. lidová píšťala) pojawiła się na terenie Moraw za sprawą kolonizacji wołoskiej, trwającej od XIV do XVI wieku. W trakcie fali migracji wołoscy pasterze osiedlili się na terenach łuku karpackiego ciągnącego się od Siedmiogrodu po wschodnie obszary gór na terenie Moraw.

## Funkcja piszczałek
Piszczałka służyła głównie do gry solowej. Stosowanie i produkcja piszczałek była integralną częścią kultury pasterskiej. Prócz muzycznych, pełniła także funkcje użytkowe – jako kij do podpierania lub zaganiania zwierząt. Przykładowo ludowy twórca Władysław Cul z Pewela Slemeńskiego w II poł. XX w. używał swojej piszczałki podczas pasania krów. Piszczałka była również jednym z najpopularniejszych instrumentów muzycznych występujących w przekazach ludowych, legendach i podaniach. Wierzono, że posiada ona cudowne właściwości, a grający na niej mogą w magiczny sposób oddziaływać na otoczenie. Kazimierz Moszyński uważał, że popularność piszczałki w tekstach folkloru była odzwierciedleniem jej rozpowszechnienia w kulturze ludowej. Współcześnie karpackie piszczałki używa się w celu pracy nad samoświadomością, uwzględniając terapeutyczny charakter tych instrumentów.

## Współcześni twórcy
Pomimo odwrotu od tradycyjnego wypasu, który dokonał się w ciągi XIX i XX wieku, a wraz z nim zaniku produkcji i stosowania piszczałek, ostatnia dekada przyniosła nowe zainteresowanie tymi instrumentami. Obecnie można znaleźć szereg artystów karpackich w regionach trzech krajów, którzy wytwarzają piszczałki. Przykładowo walaskie piszczałki (cz. valašské píšťaly) czy też walaskie fujary są wyrabiane m.in. przez ludowego twórcę Víta Kašpaříka.